# Andraste
Andraste, auch Andrasta oder Adrasta (nach Miranda Green & Helmut Birkhan „uneinnehmbar“, „unbesiegbar“) ist wahrscheinlich eine Kriegsgöttin aus Britannien. Eine von manchen Autoren angenommene Verballhornung des Namens aus Andarta ist ohne solide etymologische Grundlage.

## Mythologie
Andrasta ist durch ihre Verbindung zur keltischen Icener-Königin und Heerführerin Boudicca bekannt. Es heißt, Boudicca habe sie während des Aufstandes gegen die Römer um Hilfe angerufen. Der Sage nach ließ Boudicca vor einer entscheidenden Schlacht einen Hasen laufen, um aus dessen Fluchtrichtung den Ausgang des Kampfes zu prophezeien. Der Hase war – neben dem Raben – Andrastes Symboltier,
ein Fruchtbarkeitssymbol, was auf weitere Funktionen der Göttin hindeutet.
Andraste ist die einzige keltische Kriegsgöttin, deren Namen wir aus den Schriften graeco-romanischer Kommentatoren erfahren. Sie wurde von Cassius Dio in seinem Werk Historia Romana (62,6) erwähnt.
Der Andraste-Kult wies als Kult einer todbringenden Kampfesgöttin grausame Züge auf. Angeblich sei die Verstümmelung römischer Frauen, die Boudicca im Jahre 61 n. Chr. vornehmen ließ, ein Opfer für Andraste gewesen. In einem Andraste geweihten Wald soll es ihr zu Ehren von Boudicca neben Hasen- auch Menschenopfer gegeben haben.